# Fiat Punto
De Fiat Punto is een hatchback van de Italiaanse autofabrikant FIAT.
Deze auto uit de compacte klasse werd in 1993 geïntroduceerd als opvolger van de populaire Fiat Uno, die buiten Europa nog in productie bleef. Het bleek een verkoopsucces (in 1997 was het de best verkochte auto van Europa) en het model werd tot Auto van het jaar 1995 gekozen. Omdat het model in 1993 in te weinig landen leverbaar was (waaronder Nederland), mocht de auto niet meedoen aan de verkiezingen van dat jaar, maar kon de Punto pas het volgende jaar meedoen (de winnaar van 1995 werd eind 1994 bekendgemaakt).

## Fiat Punto I (progetto 176)

### Kenmerken
Eind jaren 80/begin jaren 90 wachtte Fiat de zware taak om met een opvolger voor de succesvolle Uno te komen. Net zoals bij dat model liet Fiat de auto ontwerpen door Giugiaro. Het opvallendste aan het ontwerp van de auto zijn de hoge, langwerpige achterlichten, waarmee de Punto samen met de Volvo 850 Estate een trend zette (later kregen concurrenten als de Corsa C en de Ford Fiesta soortgelijke achterlichten). Ook de grille-loze voorkant is een apart detail. Verder beschikte de driedeursvariant niet meer over de 'verborgen' buitenhandgreep, die de Uno nog kenmerkte. Wel gebleven is de derde zijruit achter bij de 5-deurs, voor beter zicht naar buiten.
Van binnen beschikt de Punto over een dashboard dat voor zo'n groot mogelijk gedeelte uit één stuk bestaat, om piepjes en kraakjes zo veel mogelijk uit te bannen. De overkapping van het instrumentarium loopt door naar het passagiersgedeelte van het dashboard, waardoor er een groot afleggedeelte voor spulletjes ontstaat. Alle uitvoeringen van de Punto kregen standaard een driespaaksstuurwiel mee.
Zoals Fiat al een van de eerste fabrikanten was die een 5-bak kon aanbieden, was Fiat een van de eersten die een handgeschakelde zesbak kon leveren. Deze werd optioneel gecombineerd met de 1.1 8v (55) en werd standaard gekoppeld aan een uitvoering die 6 Speed heette. De zesbak stond voor extra sportiviteit, terwijl dankzij de zesde versnelling het verbruik kon worden verlaagd. Tevens leverde Fiat de Punto optioneel als Selecta. Dit was een automaat van het CVT-type en kon alleen gekozen worden in combinatie met de 1.2 8v (60) motor in SX uitvoering.

### Motoren

#### Benzine
| Type                | Motor     | Motor     | Vermogen | Koppel | Jaartal     |
| Type                | Inhoud    | Cilinders | Vermogen | Koppel | Jaartal     |
| ------------------- | --------- | --------- | -------- | ------ | ----------- |
| 1.1 Fire 8v (55)    | 1.108 cm³ | 4-in-lijn | 54 pk    | 85 Nm  | 1993 - 1999 |
| 1.2 Fire 8v SPI(60) | 1.242 cm³ | 4-in-lijn | 58 pk    | 96 Nm  | 1993 - 1999 |
| 1.2 Fire 8v MPI(75) | 1.242 cm³ | 4-in-lijn | 73 pk    | 106 Nm | 1993 - 1998 |
| 1.2 Fire 16v (85)   | 1.242 cm  | 4-in-lijn | 86 pk    | 113 Nm | 1997 - 1999 |
| 1.6 8v (90)         | 1.581 cm³ | 4-in-lijn | 88 pk    | 127 Nm | 1993 - 1997 |
| 1.4 8v GT Turbo     | 1.372 cm³ | 4-in-lijn | 133 pk   | 204 Nm | 1993 - 1999 |

#### Diesel
| Type   | Motor     | Motor     | Vermogen | Koppel | Jaartal     |
| Type   | Inhoud    | Cilinders | Vermogen | Koppel | Jaartal     |
| ------ | --------- | --------- | -------- | ------ | ----------- |
| 1.7 D  | 1.698 cm³ | 4-in-lijn | 57 pk    | 98 Nm  | 1993 - 1998 |
| 1.7 TD | 1.698 cm³ | 4-in-lijn | 63 pk    | 118 Nm | 1997 - 1999 |
| 1.7 TD | 1.698 cm³ | 4-in-lijn | 71 pk    | 134 Nm | 1993 - 1997 |

De turbodiesels met 63 pk (1997-1999) beschikken over een EGR-klep en een katalysator. Beide dieselmodellen werden voorzien van een Garrett T2 turbo met interne waste-gate. (tot 0,75 bar boost)

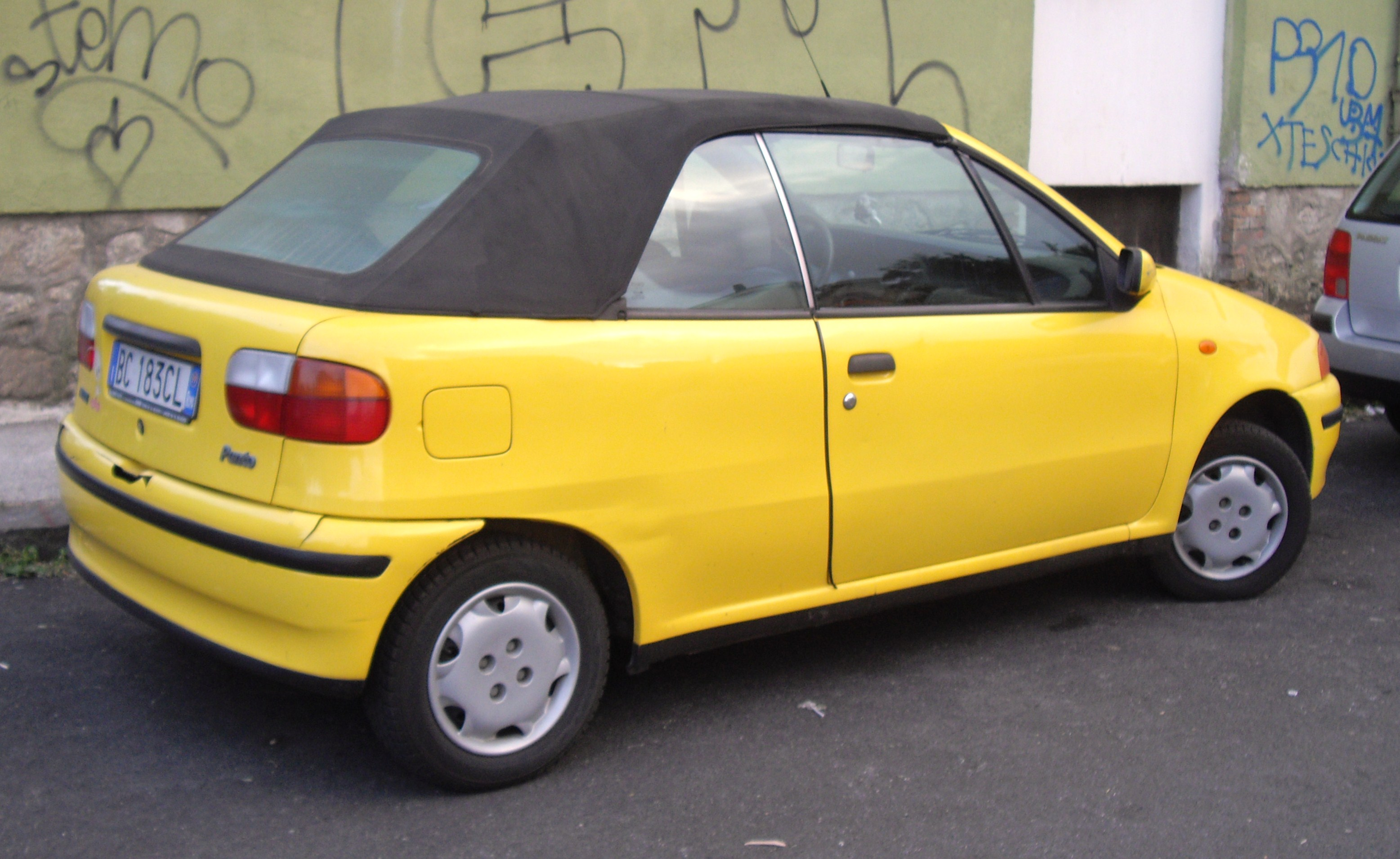
Fiat Punto Cabrio

### Uitvoeringen
(vanaf introductie)
- S: standaard onder andere startblokkering (vanaf 1997), stuurbekrachtiging (diesel), 'easy-entry' op passagiersstoel (3-deurs), uitzetbare zijramen achter (idem) en een analoog klokje
- SX: extra ten opzichte van S onder andere elektrische ramen vóór, centrale portiervergrendeling, verlichte bagageruimte, neerklapbare achterbank, toerenteller, verstelbare hoofdsteunen vóór in stof en een digitaal klokje
- 6 Speed: extra ten opzichte van SX mistlampen vóór, bumpers in carrosseriekleur en een zesbak
- ELX: extra ten opzichte van 6 Speed onder andere stuurbekrachtiging, velours bekleding, CV met afstandsbediening, in hoogte verstelbare bestuurderstoel/stuurwiel, lendensteun, dubbele halogeenkoplampen, tunnelconsole, afsluitbaar dashboardkastje en een pollenfilter (minus de zesbak)
- Sporting: extra ten opzichte van ELX onder andere mini-skirts, sportstuur, sport instrumentenpaneel, checkpanel, sportstoelen met speciale stof (dus geen velours)
- GT: extra ten opzichte van Sporting onder andere 14" lichtmetalen velgen, ABS, lederen stuur en versnellingspook, rookglas voor knipperlichten vóór, koplampsproeiers, flankbeschermers en elektrisch verstel- en verwarmbare buitenspiegels in carrosseriekleur

### Cabrio
Voor het eerst sinds 1973 (toen de Fiat 850 Spider uit productie ging) kwam Fiat weer met een cabriolet in het B-segment. De Cabrio werd in 1994 op de markt gebracht en was ontworpen door Bertone. De grootste wijzigingen qua ontwerp vonden uiteraard aan de achterzijde plaats. Door de cabriodak moesten de karakteristieke achterlichten wijken voor veel conventionelere exemplaren die in de breedte werden geplaatst. De Cabrio werd met twee motoren geleverd, namelijk de 1.2 8v met 58 pk en de 1.6 8v met 88 pk. De basisuitvoering heette ook bij de Cabrio S (alleen 1.2 8v), maar was wel wat rijker uitgerust dan de S uitvoering van de hatchback. Zo waren onder andere in carrosseriekleur gespoten bumpers en een afsluitbaar dashboardkastje standaard, zodat spulletjes veilig konden worden opgeborgen als de auto met kap open geparkeerd werd. De andere uitvoering heette ook hier ELX (alleen 1.6 8v) en beschikte onder meer over een elektrisch bediende kap en, mini-skirts en lichtmetalen velgen.

### Facelift 1997
In 1997 voerde Fiat een lichte facelift door. Deze is te herkennen aan een ander design wieldoppen/lichtmetalen velgen, witte zijknipperlichten en de toevoeging van de vernieuwde 1.2 Fire 16v motor. Deze leverde voortaan 86 pk en verving de 1.6 8v. De turboloze diesel kwam te vervallen en de 1.4 GT Turbo leverde voortaan 130 pk.
Met meer dan 3.500.000 verkochte exemplaren was de Punto een succes en trad daarmee in de voetsporen van de Uno. In 1999 werd de productie gestopt, om plaats te maken voor de tweede generatie.

## Fiat Punto II (progetto 188)

### Kenmerken
In 1999 introduceerde Fiat de tweede generatie van de succesvolle Punto. In eerste instantie was Fiat van plan de auto Cento te noemen. Cento is Italiaans voor 'honderd' en in 1999 bestond Fiat precies honderd jaar. Uiteindelijk besloot Fiat om toch de naam Punto te behouden, voornamelijk door de grote naamsbekendheid. Het was een van de eerste keren dat een Fiat dezelfde benaming kreeg als z'n voorganger. Om het honderdjarige bestaan van Fiat te vieren kwam het merk wel met een ander logo. De vijf strepen verdwenen en maakten plaats voor een rond logo, waarin met witte letters 'FIAT' stond op een blauwe achtergrond. Een laurierkrans maakte het logo af. Het ontwerp van het nieuwe logo was geïnspireerd op het logo dat het merk voerde in de jaren 20 en 60.
Qua ontwerp was het model duidelijk geïnspireerd op zijn voorganger, al tekende dit keer Fiats eigen ontwerp team de auto, in plaats van Giugiaro. Opnieuw heeft het model hoog geplaatste achterlichten, al zijn ze wat dunner en langwerpiger en zit er een klein knikje in het ontwerp. De voorkant heeft opnieuw geen echte grille en brede, platte koplampen. In navolging van de in 1995 geïntroduceerde Bravo/Brava hadden de 3-deurs en 5-deurs een afwijkend design. De 3-deurs was wat sportiever vormgegeven, te zien aan onder meer de afwijkende voor- en achterbumper, achterlichten en achterklep.
Het interieur is bij beiden nagenoeg hetzelfde. Net zoals bij andere Fiats kreeg het model een hooggeplaatste radio voor betere bedienbaarheid en een driespaaks stuurwiel en was het algehele ontwerp van het dashboard wat ronder geworden.
Voor het eerst werd de Fiat Punto leverbaar als diesel met common-rail techniek, dat eind jaren 90 door Fiat werd geïntroduceerd op de Alfa Romeo 156. Het betreft dezelfde 1.9 JTD motor. Ook werd de Punto als eerste Fiat standaard leverbaar met de zogenoemde 'Dualdrive'-stuurbekrachtiging. Via een drukknop op het dashboard ('City') kan de stuurbekrachtiging tot een bepaalde snelheid in een lichtere stand worden gezet om het manoeuvreren in de stad te vergemakkelijken. Boven een bepaalde snelheid schakelt het systeem zichzelf automatisch uit.
Een cabriolet werd niet meer geleverd.

### Motoren

#### Benzine
| Type         | Motor     | Motor     | Vermogen | Koppel | Jaartal      |
| Type         | Inhoud    | Cilinders | Vermogen | Koppel | Jaartal      |
| ------------ | --------- | --------- | -------- | ------ | ------------ |
| 1.2 Fire 8v  | 1.242 cm³ | 4-in-lijn | 60 pk    | 102 Nm | 1999 - heden |
| 1.2 Fire 16v | 1.242 cm³ | 4-in-lijn | 80 pk    | 114 Nm | 1999 - 2006  |
| 1.4 Fire 16v | 1.368 cm  | 4-in-lijn | 95 pk    | 128 Nm | 2003 - 2006  |
| 1.8 16v      | 1.747 cm³ | 4-in-lijn | 130 pk   | 164 Nm | 1999 - 2006  |

#### Diesel
| Type             | Motor     | Motor     | Vermogen | Koppel | Jaartal      |
| Type             | Inhoud    | Cilinders | Vermogen | Koppel | Jaartal      |
| ---------------- | --------- | --------- | -------- | ------ | ------------ |
| 1.3 Multijet 16v | 1.248 cm³ | 4-in-lijn | 70 pk    | 180 Nm | 2003 - heden |
| 1.9 D            | 1.910 cm³ | 4-in-lijn | 60 pk    | 118 Nm | 1999 - 2003  |
| 1.9 JTD          | 1.910 cm  | 4-in-lijn | 80 pk    | 196 Nm | 1999 - 2006  |
| 1.9 JTD          | 1.910 cm³ | 4-in-lijn | 85 pk    | 196 Nm | 2003 - 2006  |
| 1.9 Multijet     | 1.910 cm³ | 4-in-lijn | 100 pk   | 260 Nm | 2003 - 2006  |

De 1.2 16v was optioneel te combineren met de zogeheten Speedgear CVT-transmissie, waarmee handmatig en automatisch geschakeld kan worden.

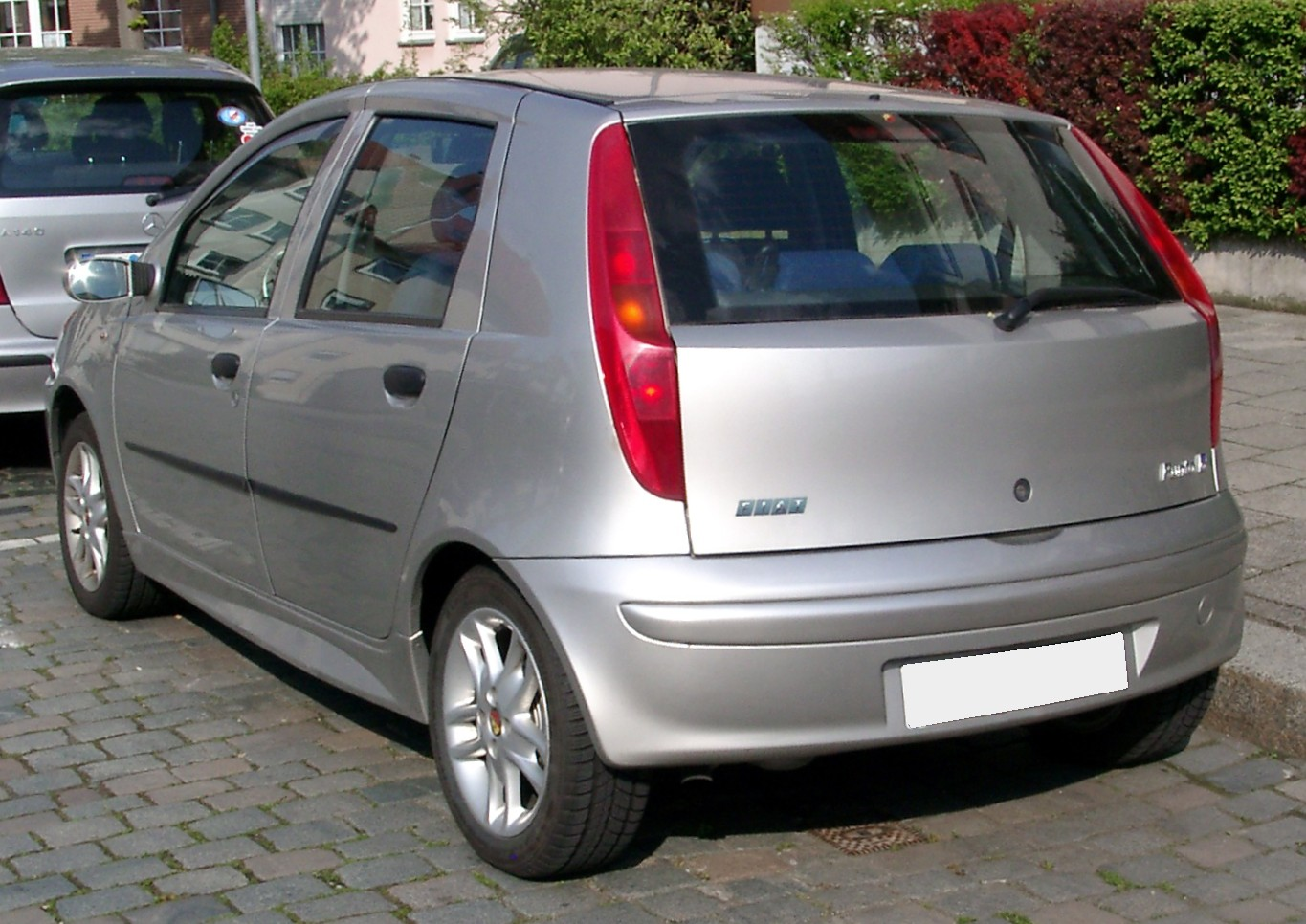
Fiat Punto II 5-deurs

### Uitvoeringen
(vanaf introductie)
- S: standaard onder andere 'follow-me-home' verlichting, uitzetbare zijramen achter (3-deurs), 'easy-entry' op beide voorstoelen (idem), startblokkering, radio/cassettespeler en twee airbags
- ELX: extra ten opzichte van S onder andere bumpers in carrosseriekleur, neerklapbare achterbank, opbergvak onder passagiersstoel, elektrische ramen vóór, cv met afstandsbediening, toerenteller en een tripcomputer
- HLX: extra ten opzichte van ELX onder andere mistlampen vóór, elektrisch verstel-/verwarmbare buitenspiegels in carrosseriekleur, 14" lichtmetalen velgen, in hoogte verstelbaar stuur/bestuurdersstoel, lendensteun, airco, zijairbags en twee hoofdsteunen achterin
- Sporting: extra ten opzichte van ELX onder andere mistlampen vóór, 15" lichtmetalen velgen, zijskirts, achterspoiler, sportstoelen, sportstuur, aluminiumlook dashboard, zijairbags en twee hoofdsteunen achterin
- HGT: extra ten opzichte van Sporting onder andere elektrisch verstel-/verwarmbare buitenspiegels in carrosseriekleur, airco, 'Blaupunkt' navigatiesysteem met radio/cd-speler, ABS met EBD, tractie controle en een derde hoofdsteun achterin

Vlak voor de introductie van de facelift Punto (zie hieronder) veranderde Fiat de naam HGT in Abarth. De standaarduitrusting werd iets minder uitgebreid, waardoor Fiat het model goedkoper kon aanbieden

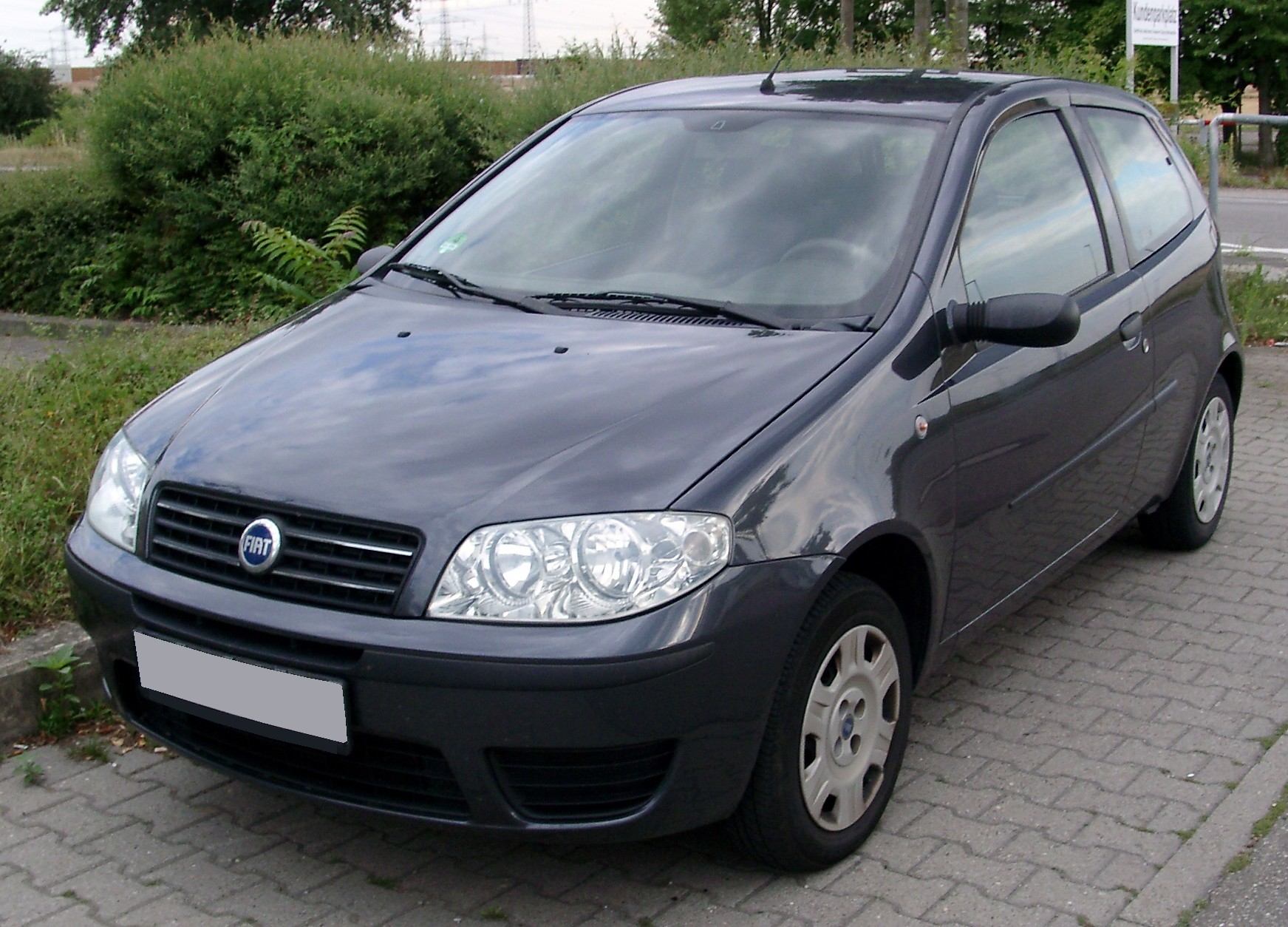
Fiat Punto II facelift

### Facelift 2003
In 2003 werd de Punto gefacelift. Vooral de voorzijde ging op de schop. De koplampen werden groter met afgeronde hoeken en voor het eerst kreeg de Punto een echte grille. Aan de achterkant werd de auto voorzien van het ronde logo op de achterklep en kreeg de 3-deurs in de achterklep doorlopende achterlichten. Aan de binnenkant werd de auto op details aangepast, zoals het stuur, bekleding en de bediening van de airco. Motorisch nieuws was er in de vorm van de 1.3 Multijet, de 1.9 Multijet en de 1.4 Fire 16v. De HGT was vlak voor de facelift al vervangen door de Abarth (deze werd later ook leverbaar als 1.9 Mutijet diesel), maar nu kreeg ook de rest van de uitvoeringen nieuwe namen, namelijk Active (basisniveau), Dynamic (opvolger ELX) en als topuitvoering de Emotion, die daarmee de HLX verving. De basisuitvoering S kwam te vervallen (de Active was qua standaarduitrusting goed te vergelijken met de ELX) en de Sporting bleef vrijwel ongewijzigd leverbaar.
In 2006 maakte Fiat bekend dat de Punto als Zastava 10 in Servië gebouwd zou worden. Deze is met dezelfde motoren leverbaar als de Classic (zie hieronder) en is sinds 2011 alweer uit productie, aangezien het merk Zastava nu ook in Servië is vervangen door Fiat (FAS; Fiat Automobili Srbija).
In 2005 werd de opvolger van de Punto gepresenteerd, de Fiat Grande Punto. Omdat dat model een stuk groter was (vandaar Grande) besloot Fiat de tweede generatie een tijdje door te bouwen als Fiat Punto Classic. De Classic was maar met twee motoren leverbaar, de 1.2 8v en de 1.3 Multijet. Later kreeg de Classic een nieuw zilverkleurig grilletje, zoals de Fiat Idea dat al had. In 2010 liep de laatste Punto van de tweede generatie in Italië van de band. De Punto II wordt nadien enkel geproduceerd in Servië en verkocht.
Inmiddels heeft Fiat al meer dan 8.500.000 Punto's verkocht.

## Fiat Punto III

### Kenmerken
Aangezien de verkoopcijfers van de Punto Evo te wensen overlieten (-20 % in 2010 ten opzichte van 2009 en in 2011 -17 % ten opzichte van het jaar dáárvoor in Europa) en de volledig nieuwe generatie een jaar was uitgesteld (2014), bracht Fiat in januari 2012 een vernieuwde Punto op de markt. Deze volgde zowel de Grande Punto als de Punto Evo op en daarom besloot Fiat om het model weer gewoon Fiat Punto te noemen.
De grootste wijzigingen bevinden zich aan de voorzijde van de auto, waar de bekritiseerde 'chromen snor' is verdwenen. Ook het zwarte bumper inzetstuk, die de kentekenplaat en knipperlichten bevatte, is weg. Wel zijn de knipperlichten apart in de bumper aangebracht. Aan de achterkant werd de bumper hertekend.
Aan de binnenkant past Fiat andere materialen toe, waarbij het opvallend is dat de basisuitvoering Pop beschikt over het dashboard van de Grande Punto, terwijl de overige uitvoeringen dat van de Evo hebben.
Belangrijkste noviteit bij de vernieuwde Punto is de toevoeging van de Twinair tweecilinder turbo benzinemotor. Deze levert 85 pk en 145 Nm. Door z'n lage uitstoot van maar 98 g/km CO2 was dit een van de schoonste benzinemotoren op de Nederlandse markt. Daardoor is de Twinair een van de weinige benzinemodellen in het B-segment die wegenbelastingvrij is, waar geen BPM voor hoeft te worden betaald en die maar 14 % bijtelling heeft (dit geldt overigens ook voor de 1.3 Multijet 85 diesel). Dit fiscale voordeel voor particulieren is vanaf 2014 afgeschaft.

### Motoren

#### Benzine
| Type                    | Motor     | Motor     | Vermogen | Koppel | Jaartal                   |
| Type                    | Inhoud    | Cilinders | Vermogen | Koppel | Jaartal                   |
| ----------------------- | --------- | --------- | -------- | ------ | ------------------------- |
| 1.2 Fire 8v             | 1.242 cm³ | 4-in-lijn | 69 pk    | 102 Nm | 2012 - 2012 / 2014 - 2015 |
| 1.4 Fire 8v             | 1.368 cm³ | 4-in-lijn | 77 pk    | 115 Nm | 2012 - 2014               |
| 0.9 Twinair             | 875 cm³   | 2-in-lijn | 85 pk    | 145 Nm | 2012 - 2014               |
| 0.9 Twinair 100         | 875 cm³   | 2-in-lijn | 100 pk   | 145 Nm | 2014 - heden              |
| 1.4 Multiair 16v*       | 1.368 cm³ | 4-in-lijn | 105 pk   | 130 Nm | 2012 - ????               |
| 1.4 Multiair Turbo 16v* | 1.368 cm³ | 4-in-lijn | 135 pk   | 206 Nm | 2012 - ????               |

#### Aardgas
| Type              | Motor     | Motor     | Vermogen | Koppel | Jaartal     |
| Type              | Inhoud    | Cilinders | Vermogen | Koppel | Jaartal     |
| ----------------- | --------- | --------- | -------- | ------ | ----------- |
| 1.4 Natural Power | 1.368 cm³ | 4-in-lijn | 70 pk    | 104 Nm | 2012 - 2015 |

#### Diesel
| Type                | Motor     | Motor     | Vermogen | Koppel | Jaartal     |
| Type                | Inhoud    | Cilinders | Vermogen | Koppel | Jaartal     |
| ------------------- | --------- | --------- | -------- | ------ | ----------- |
| 1.3 Multijet 16v*   | 1.248 cm³ | 4-in-lijn | 75 pk    | 190 Nm | 2012 - ???? |
| 1.3 Multijet 16v 80 | 1.242 cm³ | 4-in-lijn | 80 pk    | 200 Nm | 2014 - 2015 |
| 1.3 Multijet 16v    | 1.242 cm³ | 4-in-lijn | 85 pk    | 200 Nm | 2012 - 2014 |
| 1.3 Multijet 16v*   | 1.242 cm³ | 4-in-lijn | 95 pk    | 200 Nm | 2012 - ???? |

Motoren voorzien van een * zijn niet in Nederland leverbaar. Er bestaat ook nog een 1.4 8v Easy Power (methaan), deze is niet in Nederland leverbaar.

### Uitvoeringen
- Pop: standaard onder andere elektrische ramen vóór, elektrisch verstelbare buitenspiegels, cv met afstandsbediening, dagrijverlichting, in hoogte verstelbare bestuurdersstoel en twee airbags
- Easy: extra ten opzichte van Pop onder andere verwarmbare buitenspiegels in carrosseriekleur, airco, windowairbags, cruisecontrol, ESP, radio/cd/MP3-speler met stuurwielbediening en lederen stuur/versnellingspook
- Lounge: extra ten opzichte van Easy onder andere 15" lichtmetalen velgen, achterspoiler, elektrische ramen achter, 'dualzone' airco, middenarmsteun vóór, sportstoelen, panoramadak, mistlampen vóór en Blue & Me bluetooth systeem

De Twinairversies (niet als Lounge) beschikken over een iets uitgebreidere standaarduitrusting ten opzichte van de andere motoriseringen. 

## Verkoopcijfers Nederland
| Jaar   | Aantal |
| ------ | ------ |
| 1994   | 7270   |
| 1995   | 7698   |
| 1996   | 6707   |
| 1997   | 5536   |
| 1998   | 7805   |
| 1999   | 7400   |
| 2000   | 10283  |
| 2001   | 8030   |
| 2002   | 7314   |
| 2003   | 5157   |
| 2004   | 3998   |
| 2005   | 3393   |
| 2006   | 7491   |
| 2007   | 5988   |
| 2008   | 5009   |
| 2009   | 3046   |
| 2010   | 7601   |
| 2011   | 10340  |
| 2012   | 4540   |
| 2013   | 2214   |
| 2014   | 2173   |
| 2015   | 1824   |
| Totaal | 130817 |

Huidige modellen: 
124 Spider ·
500 ·
500e ·
500L ·
500X ·
600 ·
Aegea ·
Argo ·
Cronos · 
Doblò · 
Ducato ·
Fiorino ·
Fullback ·
Linea ·
Palio · 
Panda · 
Punto · 
Qubo ·
Scudo · 
Siena ·
Strada ·
Tipo · 
Ulysse
Historische modellen na de Tweede Wereldoorlog: 
124 · 
125 · 
126 · 
127 · 
128 · 
130 · 
131 · 
132 · 
133 · 
147 · 
148 · 
242 ·
500 ·
600 · 
600 Multipla · 
850 · 
1100 · 
1200 · 
1300/1500 · 
1400/1900 · 
1800/2100 · 
2300 · 
Albea ·
Argenta · 
Barchetta · 
Bianchina ·
Bravo · 
Brío · 
Campagnola · 
Cinquecento · 
Coupé · 
Croma · 
Dino · 
Duna · 
Elba ·
Fiorino ·
Freemont ·
Grande Punto ·
Idea ·
Marea · 
Marengo · 
Mod 5 · 
Multipla · 
Oggi · 
Panorama · 
Penny · 
Prêmio · 
Regata · 
Ritmo · 
Sedici ·
Seicento · 
Spazio · 
Stilo ·
Talento · 
Tempra · 
Tipo · 
Turbina · 
Uno · 
Vivace · 
X1/9
Historische modellen voor de Tweede Wereldoorlog: 
1 · 
1T · 
10 HP · 
12 HP · 
24 HP · 
2B Torpedo · 
4 HP · 
501 · 
502 · 
503 · 
505/507 · 
508 · 
509 · 
510/512 · 
514 · 
515 · 
518 · 
519 · 
520 · 
521 · 
522 · 
524 · 
525 · 
527 · 
60 HP · 
70 · 
801 · 
1100 · 
1500 · 
2800 · 
Brevetti · 
Laundolet · 
Modello O · 
Tipo 2 · 
Tipo Torpedo · 
Topolino · 
Zero